# 极光 (超级计算机)
极光（英語：Aurora）是一台由美国能源部资助、英特尔和克雷公司为阿贡国家实验室设计的百亿亿次级超级计算机。在2023年11月至2024年6月期间，它曾短暂成为TOP500表上世界第二快的超级计算机。
2019年预估其成本为5亿美元。Olivier Franza是该设计的首席架构师和首席研究员。

## 历史
2013年，美国能源部提出一项提案，计划在2020年前开发一台速度约为1exaFLOP（每秒1018次浮点运算）、最大功耗为20兆瓦的“百亿亿次级”超级计算机。极光于2015年首次公布，原定于2018年完成，预期速度为180 peta FLOPS秒峰速， 与顶点超级计算机的速度相当。该项目原计划由克雷公司使用英特尔处理器建造，旨在成为发布时全球最强大的超级计算机。
2017年，英特尔宣布极光将延迟至2021年，但其性能将提升至1 exaFLOP。2019年3月，美国能源部确认将于2021年在美国建造首台性能达到1exa FLOP的超级计算机。然而，2020年10月，能源部再次宣布极光将延迟六个月，因此其不再是美国首台百亿亿次级计算机。
2021年10月，英特尔声称极光的峰值双精度计算性能将超过2 exa FLOPS，但这一目标从未实现。系统于2023年6月22日完成全部安装。
2024年5月，极光在TOP500超级计算机榜单上排名第二，其性能为1.012 exa FLOPS，成为TOP500榜单上第二台达到百亿亿次级性能的系统。2025年6月，极光在TOP500上排名第三，次于酋长岩和前沿。

## 用途
极光的功能包括大脑结构研究、核聚变、低碳技术、亚原子粒子、癌症和宇宙学等领域。它还将用于开发可应用于电池和更高效太阳能电池的新材料。该计算机将向广大科学界开放。

## 架构
极光拥有超过九千个节点，每个节点由两颗英特尔蓝宝石急流处理器、六个英特尔Max系列GPU和统一内存架构组成，每个节点可提供最高130 tera FLOPS的计算能力。它拥有约10PB的内存和230PB的存储空间。
该机器的功耗估计约为60兆瓦。相比之下，目前世界上最快的计算机前沿的功耗为21兆瓦，而顶点的功耗为13兆瓦。